# Karl Eduard Paulus

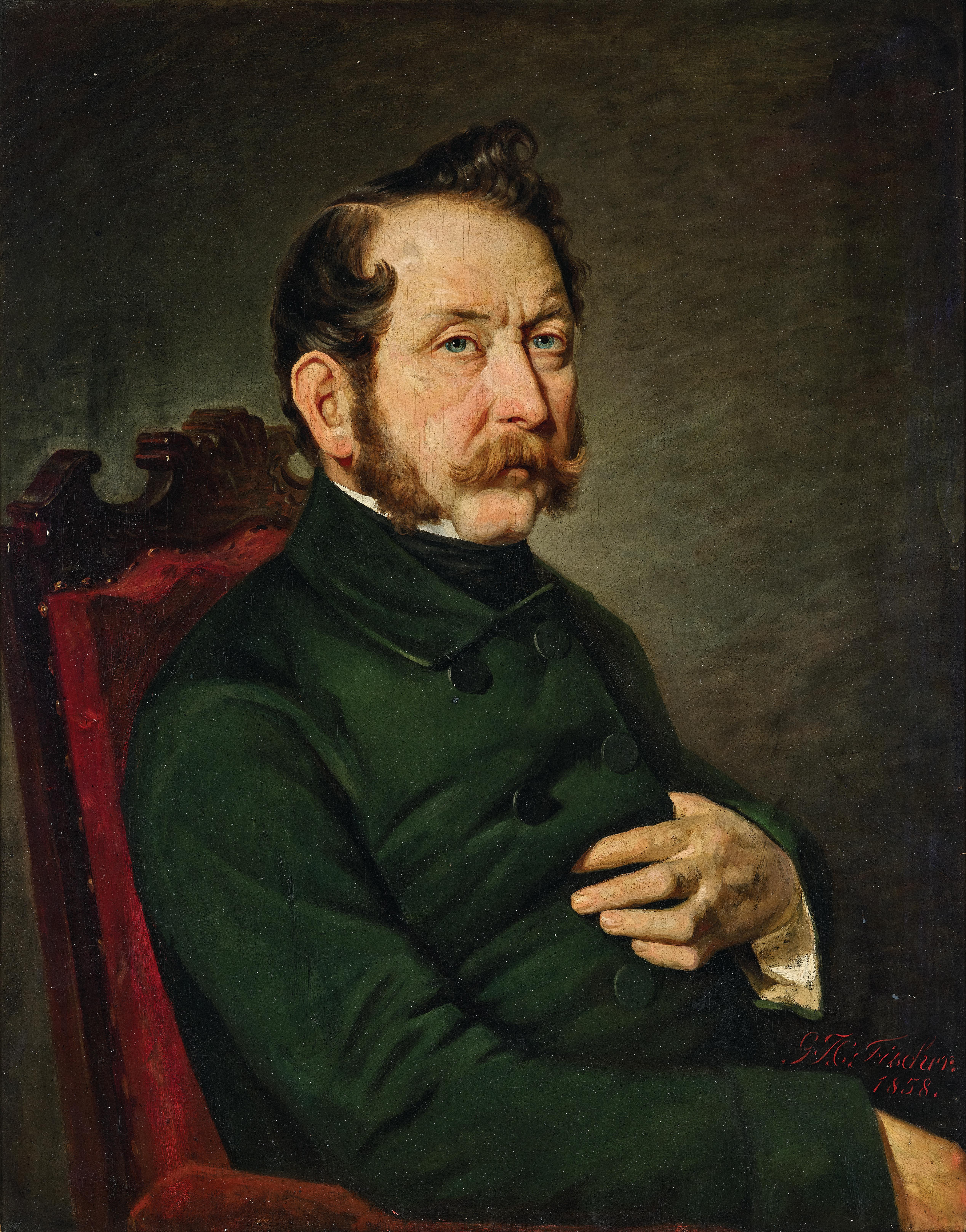
Gottlob Fischer: Porträt Karl Eduard Paulus, 1852

Karl Eduard Paulus, ab 1873 von Paulus, (* 30. Januar 1803 in Berghausen bei Speyer; † 16. Juni 1878 in Stuttgart) war ein württembergischer Topograph.

## Leben
Paulus’ Eltern waren der Kaufmann, Schorndorfer Stadtschultheiß und Hofrat Karl Wilhelm Paulus und dessen Frau Christiane Johanna, geb. Bernhard. Karl Eduard Paulus besuchte das Eberhard Ludwigsgymnasium in Stuttgart. Ab 1819 besuchte er die Privatforstschule des Oberförsters Johann Melchior Jeitter. Er absolvierte eine Forstlehre und nahm ab 1822 an der Landesvermessung von Württemberg teil.
1823 erhielt er eine Stelle als Zeichner, ab 1824 war er im Vermessungsbüro in Ravensburg beschäftigt. Von Ende 1824 bis zur Pensionierung 1877 gehörte er dem Königlichen Statistisch-Topographischen Bureau an. 1873 wurde er mit dem Ritterkreuz 1. Klasse des Ordens der Württembergischen Krone ausgezeichnet, mit dem die Erhebung in den nichterblichen Adelsstand verbunden war.
Paulus, seit 1862 mit dem Titel Finanzrat ausgezeichnet, war verantwortlich für den Inhalt zahlreicher württembergischer Oberamtsbeschreibungen. Er publizierte daneben eine Reihe historischer und archäologischer Beiträge.
Er war der Vater von Eduard Paulus dem Jüngeren, der in seine Fußstapfen trat.